# دوري إفريقيا لكرة السلة
دوري أفريقيا لكرة السلة (بالإنجليزية: Basketball Africa League - BAL)‏ هو الدوري الأفريقي الأول لكرة السلة للرجال المقرر أن يبدأ في 16 مايو 2021 بعد أن كان من المقرر أن يبدأ في 13 مارس 2020. يتكون الدوري من 12 فريق يتأهلون من خلال منافستهم المحلية. الدوري هو جهد مشترك ما بين إن بي إيه والاتحاد الدولي لكرة السلة وبرعاية نايكي، آير جوردن وبيبسي.
بدأ  الدوري موسمه الافتتاحي بجولات التصفيات في أكتوبر 2019 وبدأ الموسم العادي في مايو 2021. يحل الدوري محل كأس الأندية الأفريقية لكرة السلة ليصبح الدوري الأعلى مستوى في القارة.
تم تأجيل الموسم الافتتاحي في 3 مارس 2020 بسبب جائحة فيروس كورونا. في 29 مارس 2021 ، أُعلن أن الموسم الافتتاحي سيبدأ في 16 مايو 2021 وينتهي في 30 مايو من نفس العام.

## خلفية
في 16 فبراير 2019، أعلنت الرابطة الوطنية لكرة السلة والاتحاد الدولي لكرة السلة عن خطط لإنشاء دوري قاري لكرة السلة للمحترفين. خلال مؤتمر صحفي في نهاية أسبوع إن بي إيه أول-ستارز 2019 ، تحدث رئيس «إن بي إيه» آدم سيلفر بالتفصيل عن خطط إنشاء الدوري. وذكر أن الدوري سيضم 12 فريقًا بعد بطولات التأهل في أواخر عام 2019. وتشمل الدول التي سيتأهل بطل الدوري فيها بشكل مباشر وهي: أنغولا ومصر وكينيا والمغرب ونيجيريا ورواندا والسنغال وجنوب أفريقيا وتونس. كما ألمح سيلفر بشكل غير مباشر إلى وجود دور للرئيس الأمريكي السابق باراك أوباما. في مايو 2019 تم تعيين أمادو غالو فول من قبل إن بي إيه كأول رئيس للدوري.